# Roihau Degage
Roihau Degage, né le 12 décembre 1988, est un footballeur international tahitien. 

## Carrière
Degage intègre l'équipe de l'AS Tefana. Dès ses débuts en professionnel, il remporte deux titres de Champion de Polynésie française ainsi que deux coupe de Polynésie française.
En 2012, Degage est sélectionné pour la Coupe d'Océanie 2012. Contre la Nouvelle-Calédonie, il entre à la place d'Alvin Tehau et inscrit un but, son premier en sélection. Il entre au cours de deux autres match, dont la finale, que remporte Tahiti.
Il est de nouveau sélectionné, mais cette fois-ci, pour la Coupe de l'Outre-Mer 2012. Il fait figure de remplaçant une nouvelle et inscrit le seul but de son équipe, contre Mayotte, après être entré en cours de jeu, à la place de Lorenzo Tehau. Néanmoins, lors du second match, face à la Martinique, il se fait expulser alors qu'il n'est que remplaçant.

## Palmarès
- Vainqueur de la Coupe d'Océanie en 2012 avec l'équipe de Tahiti
- Champion de Polynésie française en 2010 et 2011 avec l'AS Tefana
- Finaliste de la Ligue des champions de l'OFC en 2012 avec l'AS Tefana
- Vainqueur de la Coupe de Polynésie française en 2010 et 2011 avec l'AS Tefana